# Pudu de Carla
El pudu de Carla (Pudella carlae) és una espècie de mamífer artiodàctil de la família dels cèrvids. És endèmic del Perú, on viu a la depressió de Huancabamba. Fou la primera espècie de cèrvid descrita al segle xxi. Fa menys de 17 cm d'alçada i pesa entre 7 i 9 kg, cosa que el situa entre el pudu septentrional (P. mephistophiles) i el pudu meridional (Pudu puda). Fou anomenat en honor de la biòloga Carla Gazzolo, que havia salvat la vida a un dels autors del tàxon, Javier Barrio, després que aquest últim patís un problema cardiovascular. Com que fou descobert fa poc, encara no se n'ha avaluat l'estat de conservació.